# Почётный работник гидрометслужбы Украины
 «Почетный работник гидрометслужбы Украины»  (укр. Почесний працівник гідрометслужби України) — ведомственный поощрительный нагрудный знак отличия гидрометеорологической службы Украины.

## О вручении награды

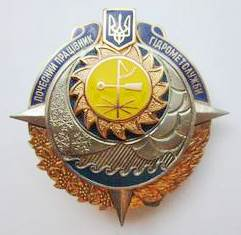
Нагрудный знак «Почетный работник гидрометслужбы Украины» (вручался на протяжении 1999—2012 гг.)

Нагрудный знак был утвержден в 1999 году Комиссией государственных наград и геральдики при Президенте Украины как отраслевая награда гидрометслужбы Украины. Вручался в течение 1999—2012 гг. работникам оперативных подразделений (метеостанцій, гидрологических станций) и руководящего аппарата за весомые достижения в работе по обеспечению населения и отраслей экономики государства гидрометеорологической информацией, а также ученым, внесшим значительный вклад в гидрометеорологическую науку.
Нагрудный знак вручался до 2012 года, Указом Президента Украины от 30.05.2012 года № 365/2012 произошла оптимизация в системе ведомственных поощрительных знаков в связи с реформой в структуре органов исполнительной власти.